# Pimelodus pohli
Pimelodus pohli är en fiskart som beskrevs av Ribeiro och Lucena 2006. Pimelodus pohli ingår i släktet Pimelodus och familjen Pimelodidae. Inga underarter finns listade i Catalogue of Life.